# Шірауць
Шірауць (рум. Şirăuţi) — село в Молдові в Бричанському районі. Утворює окрему комуну. 
Згідно з даними перепису населення 2004 року кількість українців — 55 осіб (2,2 %). 

## Історія
За даними на 1859 рік у власницькому селі Шереуци-де-Жос Хотинського повіту Бессарабської губернії, мешкало 875 осіб (456 чоловічої статі та 419 — жіночої), налічувалось 121 дворове господарство, існувала православна церква; у власницькій слободі Шереуцька слобідка мешкало 327 осіб (163 чоловічої статі та 164 — жіночої), налічувалось 51 дворове господарство.
Станом на 1886 рік у царачькому селі Шереуци Липканської волості, мешкало 1245 осіб, налічувалось 218 дворових господарств, існувала православна церква.

## Видатні уродженці
- Даніел Чугуряну — Глава уряду Молдовської Демократичної Республіки.